# 포레스트 WE:TH 펜타곤
《포레스트 WE:TH 펜타곤》은 대한민국의 예능이다. 도시에서는 같은 방을 사용한 멤버들이 각자 자연에서 1박 2일동안 숙박하여 도시에서의 삶을 잊는 프로그램이다.

## 출연진
- 펜타곤
  - 후이
  - 홍석
  - 신원
  - 여원
  - 옌안
  - 유토
  - 키노
  - 우석